# Пилиствере (деревня)
Пи́листвере (эст. Pilistvere) — деревня в волости Пыхья-Сакала уезда Вильяндимаа, Эстония.
До административной реформы местных самоуправлений Эстонии 2017 года входила в состав волости Кыо.

## География и описание
Расположена на расстоянии 33 километров к северу от уездного центра — города Вильянди — и в 20 километрах к северо-востоку от волостного центра — города Сууре-Яани. Высота над уровнем моря — 55 метров.
Климат умеренный. Официальный язык — эстонский. Почтовый индекс — 70502.

## Население
По данным переписи населения 2021 года, в Пилиствере насчитывалось 85 жителей, из них 84 (98,8 %) — эстонцы.
По данным переписи населения 2011 года, в деревне проживали 90 человек, все — эстонцы.
Численность населения деревни Пилиствере по данным переписей населения:
| Год  | 1959 | 1970   | 1979  | 1989  | 2000  | 2011 | 2021 |
| ---- | ---- | ------ | ----- | ----- | ----- | ---- | ---- |
| Чел. | 210* | ↘ 176* | ↗ 185 | ↘ 158 | ↘ 126 | ↘ 90 | ↘ 85 |

* Посёлок Пилиствере включительно

## История
В XIII—XX веках Пилиствере была центром одноимённого прихода; в 1454 году приход упоминается под названием Pilszekon.
Деревня впервые упомянута в 1583 году под названием Piliswer, в 1624 году — Pillistfer.
В деревне находится построенная около 1310 года евангелистско-лютеранская церковь святого апостола Андрея. Церковь имеет три нефа, толстые стены; в северной стене расположена внутристенная лестница. Церковную кафедру в стиле барокко с витыми колоннами и резными скульптурами создал тартуский мастер Томас Эманн (Thomas Öhmann, 1686), алтарную живопись «Голгофа» («Христос на кресте») — балтийско-немецкая художница Салли фон Кюгельген (Sally von Kügelgen, 1901). Простые высокие своды, согласно традициям готики, остроугольные. Во время польско-шведской войны в начале 17-го столетия церковь сильно пострадала, её восстановили в 1641 году. Позже церковь многократно страдала в пожарах, но каждый раз была восстановлена. В церкви сохранились люстры 18—19-го столетия. Во второй половине 19-го столетия в церкви были построены башня, ризница, северный притвор и пристройка для хора. В 1905 году шторм разрушил шпиль церковной башни. Новую башню построили в 1990 году.
Пилиствереская церковь святого апостола Андрея, церковный сад, церковная ограда с воротами, часовня и кладбище, а также здание Пилиствереского заёмно-сберегательного кооператива, на первом этаже которого ныне работают народный дом и библиотека, а на втором этаже построены квартиры, внесены в Государственный регистр памятников культуры Эстонии.
В 1854 году в Пилиствере начала работать церковно-приходская школа.
На военно-топографических картах Российской империи (1846—1901 годы), в состав которой входила Эстляндская губерния, населённый пункт обозначен как Пиллистферъ.
На рубеже 19-го и 20-го столетий вокруг церкви образовался посёлок Пилиствере, который в 1977 году (времена кампании по укрупнению деревень), был объединён с деревней Пилиствере.

## Инфраструктура
В деревне есть Народный дом, магазин, аптека, дом призрения, пожарная каланча, два памятника погибшим в Освободительной войне, Мемориал жертвам коммунистического геноцида, зона отдыха, заливное озеро с пляжем, церковь, кладбище, две часовни. Деревенская молодёжь построила футбольную площадку, привела в порядок автобусную остановку. В летние месяцы в качестве молодёжного социального предпринимательства работает кафе «Ingel» (рус. Ангел).
Школа в деревне была закрыта в 1968 году в связи с малочисленностью учащихся. С 2006 года в здании бывшей церковно-приходской школы (внесено в Государственный регистр памятников культуры Эстонии) работает дом престарелых.
В пасторате выделены помещения для зимней церкви и для «Музея оккупации», где в витрине демонстрируются вещи людей, вывезенных в Сибирь, и на стене висит карта лагерей системы ГУЛАГа.

## Известные личности
В Пилиствере родился эстонский военный и политический деятель Андрес Ларка.
На кладбище Пилиствере похоронены эстонский культурно-общественный деятель Яан Юнг, поэт Рейнхольд Камсен и один из борцов за независимость Эстонии Юри Вильмс.

## События, связанные с деревней
- В 1687 году на церковной мызе Пилиствере состоялась вторая Библейская конференция, что стало примечательным событием в истории эстонского языка и эстонской культуры.
- 8 августа 1863 года на территории деревни Пилиствере упал метеорит.

- 20 августа 1988 года в церкви Пилиствере состоялся учредительный съезд Партии национальной независимости Эстонии.

## Галерея

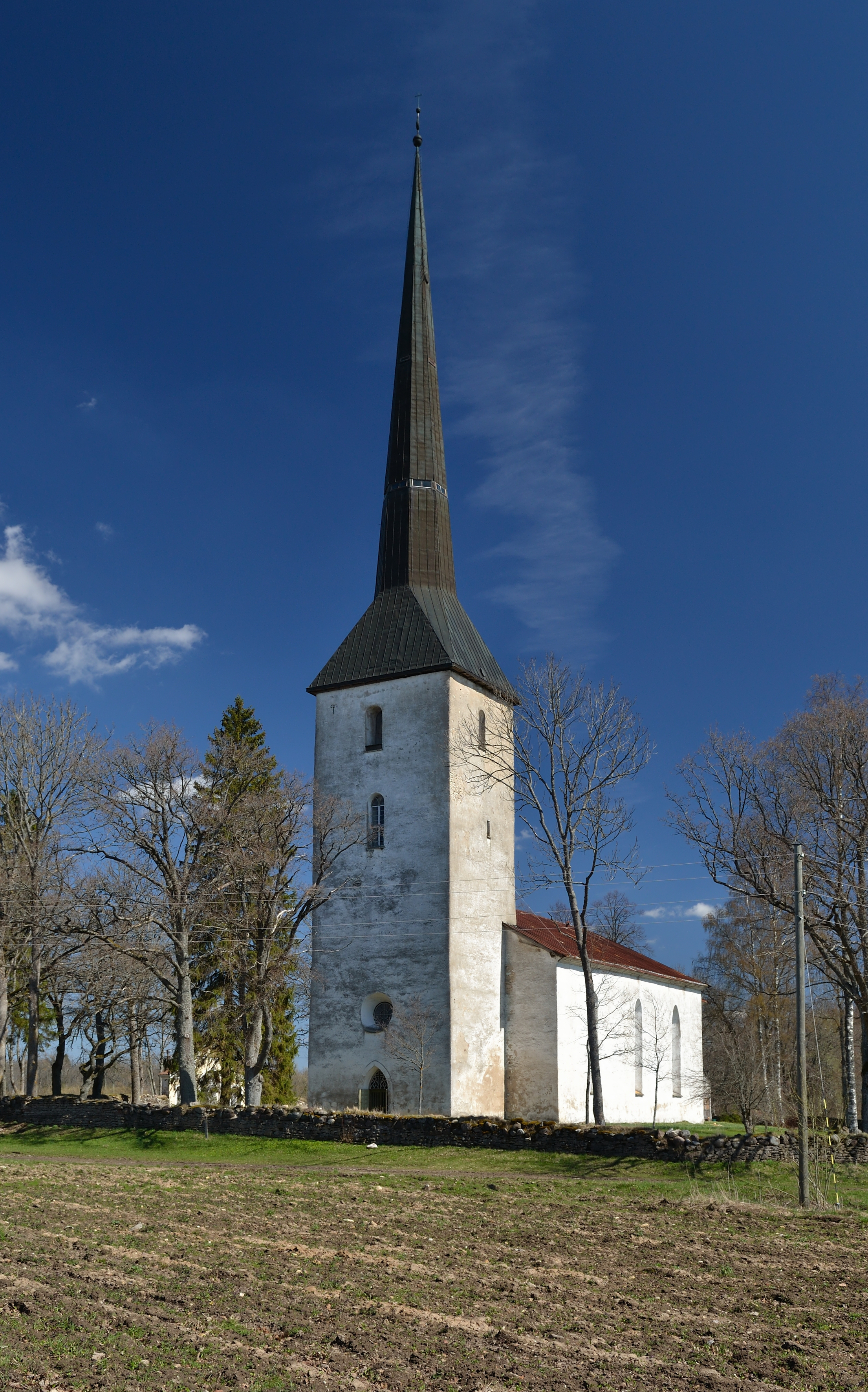
Церковь Святого Апостола Андрея в Пилиствере
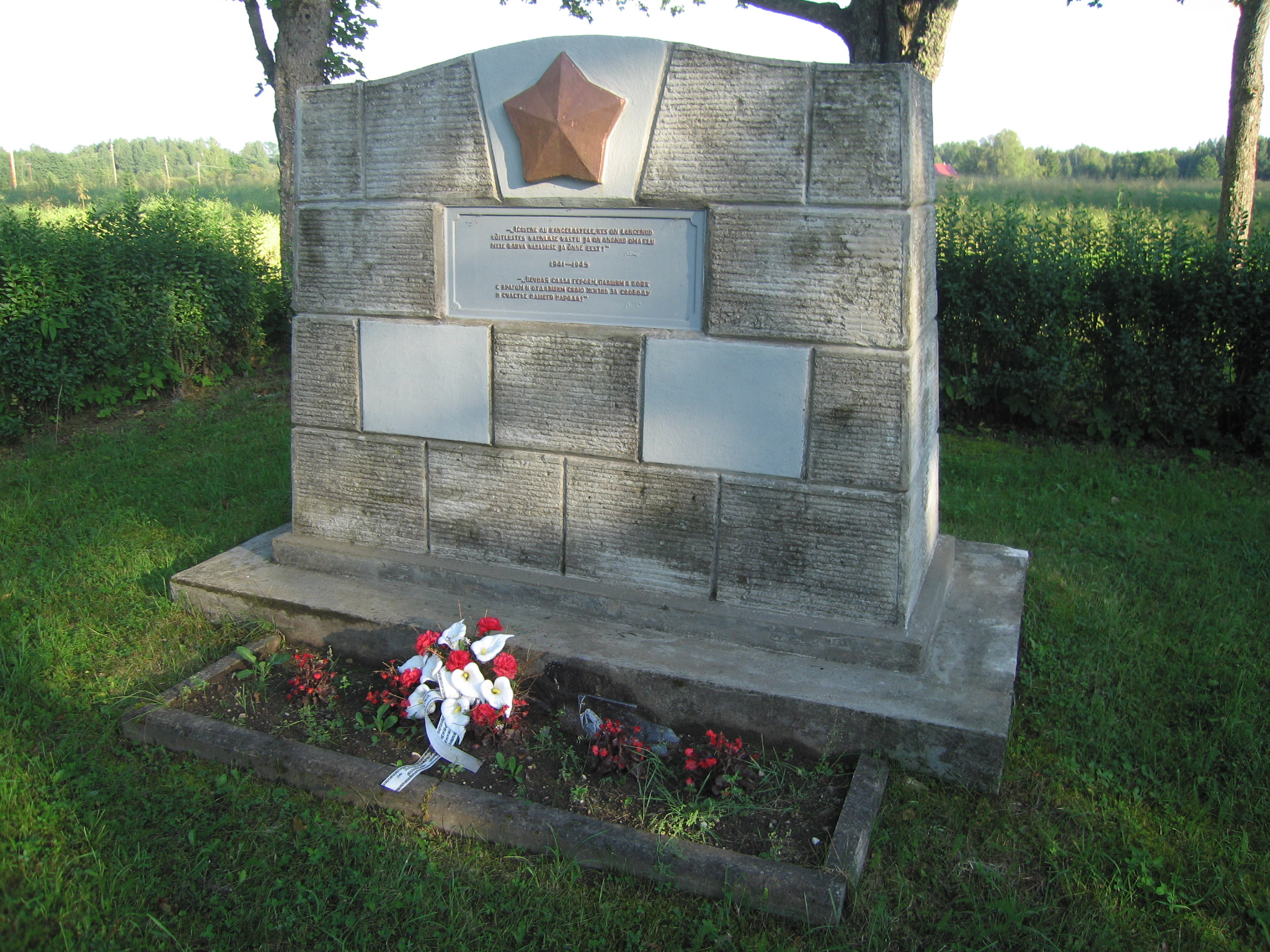
Братская могила погибших во II мировой войне
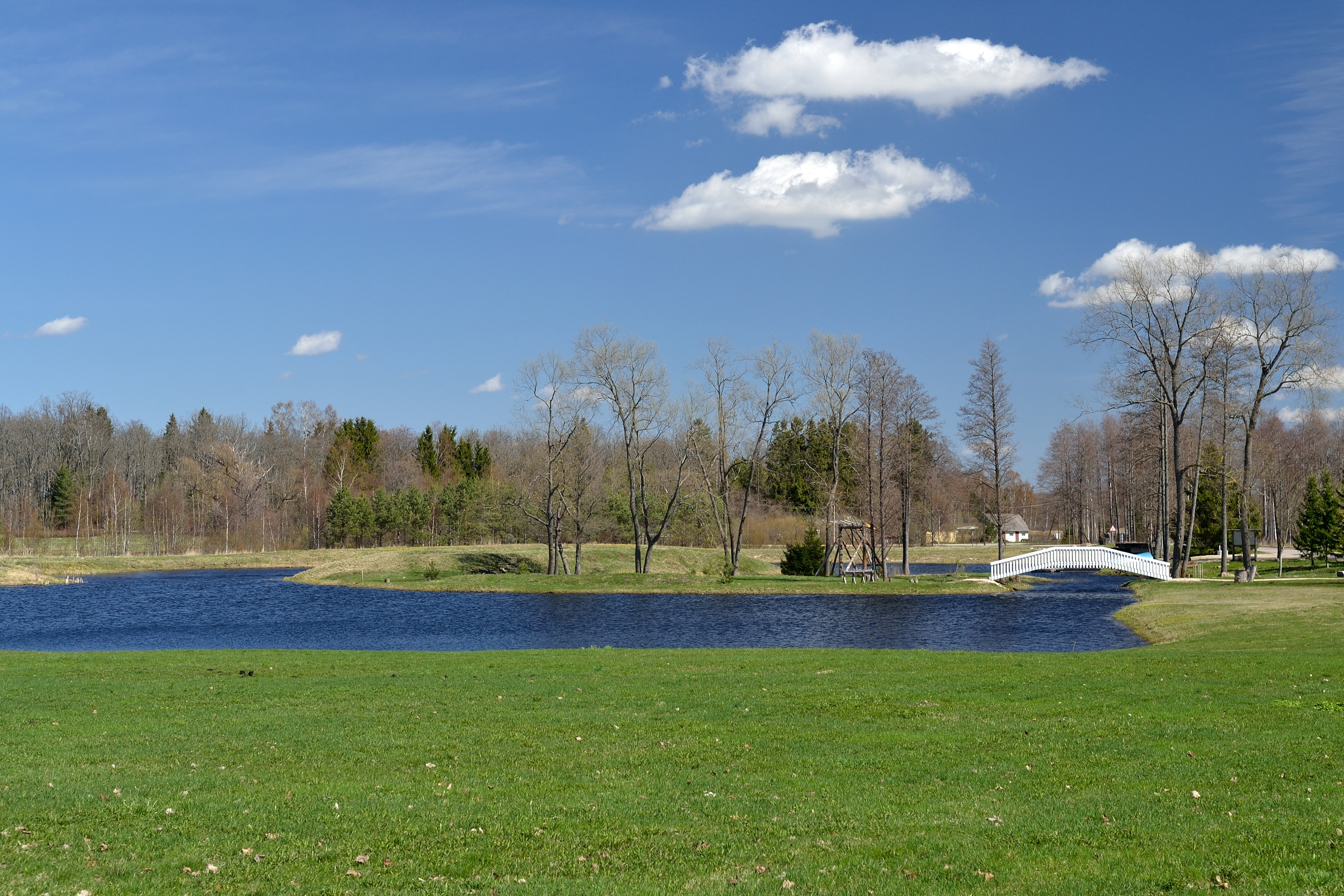
Заливное озеро в Пилиствере
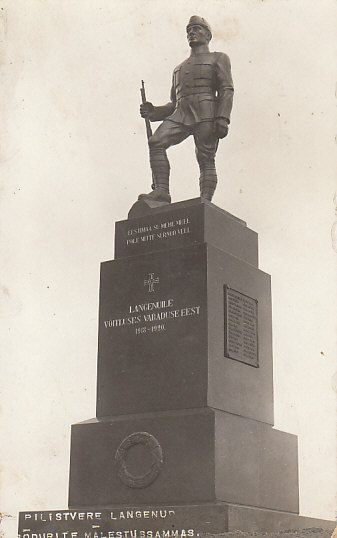
Памятник погибшим в Освободительной войне в Пилиствере (фото до 1940 года)